# Мачевање на Летњим олимпијским играма 1900.
Такмичења у мачевању на другим Олимпијским играма 1900. одржана су у Паризу од средине маја до краја јуна у седам дисциплина. Такмичење је одржано само у мушкој конкуренцији. Учествовало је 258 такмичара из 19 земаља, од којих су 4 освојиле медаље.
Највише успеха имали су мачеваоци Француске који су освојили укупно 15 медаља, од тога 5 златних, 5 сребрних и 5 бронзаних.

## Земље учеснице
Учествовали су представници 19 земаља од којих три нису евидентиране од стране МОК-а.
| - Аргентина (1) - Аустрија (9) - Белгија (5) - Куба (1) - Данска (1} - Француска (232) - Немачко царство (2) | - Уједињено Краљевство (1) - Хаити (1) -МОК није евидентирао. - Мађарска (7) - Иран (1) - МОК није евидентирао.. - Италија (8) - Холандија (1) | - Перу (1)- МОК није евидентирао. - Русија (2) - Шпанија (1) - САД (1) - Шведска (1) |

| Дисциплина                               |                            |                            |                               |
| Мач детаљи                               | Рамон Фонст Куба           | Луј Пере Француска         | Леон Се Француска             |
| Мач професионални тренери детаљи         | Албер Аја Француска        | Емил Буњо Француска        | Анри Лоран Француска          |
| Мач аматери—професионални тренери детаљи | Албер Аја Француска        | Рамон Фонст Куба           | Леон Се Француска             |
| Флорет детаљи                            | Емил Кост Француска        | Анри Масон Француска       | Марсел Жак Буланже Француска  |
| Флорет проф. тренери детаљи              | Лисјен Марињак Француска   | Алфонс Киршхофер Француска | Жан-Батист Мимијаги Француска |
| Сабља детаљи                             | Жорж де ла Фалез Француска | Леон Тијебо Француска      | Сигфрид Флеш Аустрија         |
| Сабља за проф. тренере детаљи            | Антонио Конте Италија      | Итало Сантели Италија      | Милан Нералић Аустрија        |

## Биланс медаља
|   | Земља      |   |   |   |    |
| - | ---------- | - | - | - | -- |
| 1 | Француска  | 5 | 5 | 5 | 15 |
| 2 | Куба       | 1 | 1 | 0 | 2  |
| 3 | Италија    | 1 | 1 | 0 | 2  |
| 4 | Аустрија   | 0 | 0 | 2 | 2  |
|   | Укупно (4) | 7 | 7 | 7 | 21 |